# Простошапка Гукера
Простошапка Гукера (Haplomitrium hookeri) — вид печіночників з родини простошапкових (Haplomitriaceae).
Належить до Haplomitrium sect. Haplomitrium із Haplomitrium subg. Haplomitrium.